# 杉之尾宜生
杉之尾 宜生（すぎのお よしお、本名：杉之尾孝生（読み同じ）、1936年3月8日 - ）は、日本の戦史研究家。元防衛大学校教授（戦史・戦略）。孫子の兵法・クラウゼヴィッツ、中東戦史、日本近代戦史の研究家として知られる。第16方面軍参謀の杉之尾三夫陸軍中佐（陸士41期、陸大51期）は父。

## 略歴
鹿児島県生まれ。ラ・サール高等学校、防衛大学校（本科第5期・応用化学科）卒業。陸上自衛隊第7戦車大隊（現・第71戦車連隊）、第7偵察隊、中央調査隊、第1偵察隊、中央資料隊勤務を経て1991年（平成3年）1等陸佐で退官。退官後、防衛研修所戦史部、防衛大学校助教授及び同校教授（戦史、戦略）を務める。2001年3月定年退官。国士舘大学元非常勤講師（安全保障）。

## 単著
- 『日本をチベットにする中国の野望』講談社、2008年
- 『孫子　現代語訳』日本経済新聞出版社、2014年／日経ビジネス人文庫、2019年。編・解説
- 『大東亜戦争　敗北の本質』ちくま新書、2015年

## 共著
- 『中東戦争論文集』陸戦学会、1980年
- 『失敗の本質―日本軍の組織論的研究』 ダイヤモンド社、1984年。中公文庫、1991年、新版2024年
　（野中郁次郎、寺本義也、鎌田伸一、戸部良一、村井友秀との共著）
- 『創造の経営戦略』総合法令、1993年
- 『近代日本戦争史　第四編　大東亜戦争』同台経済懇話会、1995年
- 『安全保障学入門』亜紀書房、1998年
- 『軍事学入門』かや書房、1999年
- 『戦争論の読み方』芙蓉書房出版、2001年
- 『PKOの真実』経済界、2004年
- 『教科書　日本の安全保障』芙蓉書房出版、2004年
- 『戦略の本質―戦史に学ぶ逆転のリーダーシップ』 日本経済新聞社、2005年。日経ビジネス人文庫、2008年、新版2024年
　（野中郁次郎、寺本義也、鎌田伸一、戸部良一、村井友秀との共著）
- 『大国ロシアになぜ勝てたか』芙蓉書房出版、2006年
- 『撤退の研究―時機を得た戦略の転換』森田松太郎共著、日本経済新聞出版社、2007年。日経ビジネス人文庫、2010年
- 『失敗の本質―戦場のリーダーシップ篇』ダイヤモンド社、2012年
　（野中郁次郎、戸部良一、土居征夫、河野仁、山内昌之、菊澤研宗との共著）
- 『戦略古典の本質　孫子がわかれば、中国がわかる』西田陽一共著、ダイヤモンド社、2013年
- 『物語 クラウゼヴィッツ「戦争論」』清水多吉共著、日本経済新聞出版社、2015年
- 『「失敗の本質」と戦略思想―孫子・クラウゼヴィッツで読み解く日本軍の敗因』西田陽一共著、ちくま新書、2019年

## 共訳
- ブライアン・ボンド 『戦史に学ぶ勝利の追求』共訳、東洋書林、2000年
- ハリー・サマーズ 『アメリカの戦争の仕方』共訳、講談社、2002年
- マイケル・I・ハンデル 『米陸軍戦略大学校テキスト 孫子とクラウゼヴィッツ』 西田陽一共訳（日本経済新聞出版社、2012年／日経ビジネス人文庫、2017年）

## 監修・単著
- 『戦略論大系①孫子』単著、芙蓉書房出版、2001年
- 『クラウゼヴィッツ「戦争論」のことがマンガ』単著、明日香出版、2003年
- 『面白いほどわかる孫子の兵法』監修、日本文芸社、2003年
- 『オール図解　孫子の兵法』監修、日本文芸社、2005年
- 『新版 面白いほどわかる孫子の兵法（学校で教えない教科書）』監修、（西田陽一 協力）日本文芸社、2013年

## 論文
- 「失敗の本質――組織学習・自己革新の至難性」KM学会年報第１号、1999年
- 「帝国陸軍の戦争観―『戦争論』誤解釈の観点から」防衛大紀要80輯、2000年
- 「軍事組織におけるナレッジ・マネジメント」防衛大紀要82輯、2001年
- 「日本陸軍の日露戦争史研究の基本姿勢」ＫＭ学会年報第3号、2001年
- 「軍事古典の現代的意義」国士舘大政教研紀要第26号、2004年
- 「有事法制論議の背景にある基本的問題」国士舘大政教研紀要第27号、2005年

## 学会活動
- 戦略研究学会・理事兼事務局長
- 国際戦略シナジー学会・総括理事
- 日本軍事史学会・理事兼編集委員
- 日本ナレッジ・マネジメント学会・評議員
- 孫子経営塾・代表
- 日本危機管理学会・理事
- 日本クラウゼヴィッツ学会・顧問。